# 黑沃河
51°28′6.4″N 8°5′51.4″E / 51.468444°N 8.097611°E

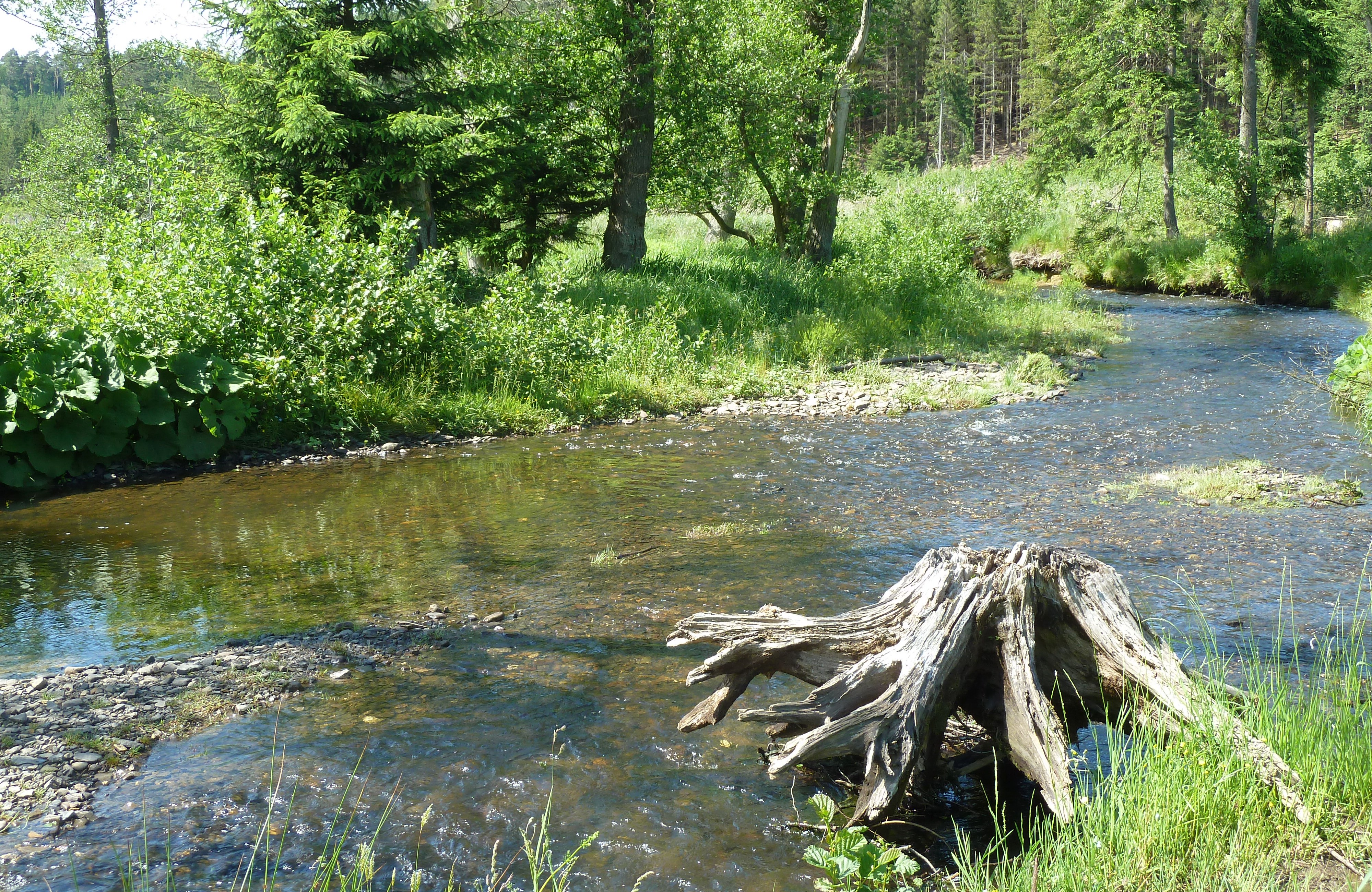
黑沃河实景

黑沃河（德語：Heve），是德國的河流，位於該國西部，處於北萊茵-威斯特法倫州，屬於默訥河的左支流，河道全長22公里，流域面積91.1平方公里，河口處在默訥水庫。